# America (Lied)
America ist ein Lied der englisch-schwedischen Indie-Rock-Band Razorlight. Es erschien am 17. Juli 2006 auf dem Studioalbum Razorlight bei Mercury Records. Neben Wire to Wire ist es die einzige Single der Band, die weltweit sehr hohe Chartplatzierungen erreichen konnte.

## Entstehung
Laut Aussagen Andy Burrows’, ehemaliger Schlagzeuger der Band, gegenüber der London Times sei der Band die Idee für das Thema des Liedes in einem Hotel in dem US-amerikanischen Bundesstaat Ohio gekommen, in dem sie für ein paar Nächte wegen der großen Tour durch die Vereinigten Staaten übernachteten. Hierbei soll Borrell zu Burrows gesagt haben, warum es keinen Song mit einer Schlagzeuguntermalung wie in Liedern Billy Joels von Razorlight gibt. Daraufhin begannen sie mit den Schreibarbeiten. Die finale Version des Stücks lässt allerdings kaum noch Ähnlichkeiten mit Billy Joels Musik erkennen.

## Rezeption
Das Lied durfte überwiegend positive Kritik genießen. Neben der besonders eindringlichen Stimme Borrells in der ruhigen melodischen Atmosphäre wurde das besondere Balladengefühl, welches beim Hören aufkommt, gelobt. Negativ anzumerken und nahezu einziger Kritikpunkt sind allerdings die fast durchgehend schlechten und unpassend gewählten Reime an den Zeilenenden.

## Kommerzieller Erfolg

### Chartplatzierungen
Das Lied erreichte international hohe Chartpositionen. In Deutschland befand es sich zur Höchstposition auf Platz 38, in der Schweiz auf Platz 29 und in Österreich auf dem 17. Platz. Mit America konnte die Band Razorlight noch dazu ihren ersten Nummer-eins-Hit in Großbritannien verbuchen. Hier hielten sie sich satte 27 Wochen in den Charts.
| ChartsChartplatzierungen     | Höchstplatzierung | Wochen |
| ---------------------------- | ----------------- | ------ |
| Deutschland (GfK)            | 38 (16 Wo.)       | 16     |
| Österreich (Ö3)              | 17 (17 Wo.)       | 17     |
| Schweiz (IFPI)               | 29 (25 Wo.)       | 25     |
| Vereinigtes Königreich (OCC) | 1 (27 Wo.)        | 27     |

| ChartsJahrescharts (2006)    | Platzierung |
| ---------------------------- | ----------- |
| Vereinigtes Königreich (OCC) | 17          |

### Auszeichnungen für Musikverkäufe
| Land/Region                  | Auszeichnungen für Musikverkäufe (Land/Region, Auszeichnung, Verkäufe) | Verkäufe  |
| ---------------------------- | ---------------------------------------------------------------------- | --------- |
| Vereinigtes Königreich (BPI) | 2× Platin                                                              | 1.200.000 |
| Insgesamt                    | 2× Platin ·                                                            | 1.200.000 |